# Liste de plantes répulsives
Cette liste des plantes répulsives comprend des plantes connues pour leur capacité à repousser les insectes, les nématodes et d'autres ravageurs. Elles peuvent être utilisées comme plantes compagnes pour Lutte contre les ravageurs en agriculture, dans les jardins ou dans des situations domestiques.
Les huiles essentielles de nombreuses plantes sont également bien connues pour leurs propriétés répulsives à l'égard des ravageurs. Celles provenant de plantes des familles des Lamiaceae (menthes), des Poaceae (herbes) et des Pinaceae (pins) sont des répulsifs anti-insectes couramment utilisés dans le monde
Les plantes qui peuvent être plantées ou utilisées à l'état frais pour repousser des ravageurs comprennent notamment les suivantes :
| Plantes                 | Ravageurs |
| ----------------------- | --- |
| Ail                     | repousse les pucerons, le scarabée japonais, la mouche de la carotte, le carpocapse, les escargots, les mouche des semis, le foreur du poirier et les lapins                                                      |
| Aneth                   | repousse les pucerons, les punaises des courges, les acariens, le sphinx de la tomate et la piéride de la rave |
| Armoises                | repoussent les insectes, dont les fourmis, la plusie ni, la mouche du chou, la mouche de la carotte, le carpocapse, les altises, les aleurodes, la piéride du chou et la piéride de la rave, ainsi que les souris |
| Basilic                 | repousse les mouches et les moustiques,, notamment la mouche de la carotte, plus les criocères de l'asperge et les aleurodes                                                                                      |
| Basilic américain       | repousse les moustiques |
| Belles de nuit          | attirent et intoxiquent le scarabée japonais |
| Bourrache               | repousse le sphinx de la tomate et les vers des choux |
| Cataire                 | repousse les fourmis, les altises, les pucerons, le scarabée japonais, les punaises des courges, les charançons, le doryphore et les blattes                                                                      |
| Camomilles              | repoussent les insectes volants |
| Capucine                | repoussent les aleurodes, les punaises des courges les pucerons et de nombreux coléoptères |
| Ciboulette              | repousse la mouche de la carotte, le scarabée japonais et les pucerons |
| Chrysanthèmes           | repousse les blattes, les fourmis, le scarabée japonais, les tiques, les poissons d'argent, les poux, puces, les punaises des lits et les anguillules des racines                                                 |
| Citronnelle             | repousse les insectes, peut éloigner les chats |
| Pelargonium citrosum    | repousse les insectes, notamment les moustiques |
| Lantanier               | repousse les moustiques |
| Coriandre               | repousse les pucerons et le doryphore et les acariens |
| Cosmos                  | repoussent les chenilles des épis de maïs |
| Dahlias                 | repoussent les nématodes |
| Dauphinelles            | repoussent les pucerons |
| Eucalyptus              | repousse les pucerons et le doryphore |
| Fenouil                 | repousse les pucerons, les limaces et les escargots |
| Fritillaire impériale   | repousse les lapins, les souris, les taupes, les campagnols et les marmottes |
| Laitue                  | repousse la mouche de la carotte |
| Œillet d'Inde           | repousse les aleurodes, tue les nématodes |
| Géraniums (botaniques)  | repoussent les cicadelles, les chenilles des épis de maïs et la piéride de la rave |
| Hysope                  | repousse la piéride de la rave |
| Lavandes                | repoussent les papillons de nuit, les puces et les mouches, ainsi que les moustiques |
| Mélisse                 | repousse les moustiques |
| Menthe poivrée          | repousse les pucerons, les altises, les punaises des courges, les aleurodes et la piéride de la rave |
| Menthe verte            | repousse les puces, les papillons de nuit, les fourmis, les coléoptères, les rongeurs les pucerons, les punaises des courges                                                                                      |
| Myrrhe                  | repousse les insectes |
| Narcisses et jonquilles | repoussent les taupes |
| Oignon                  | repousse les lapins, et la piéride de la rave |
| Origan                  | repousse de nombreux ravageurs |
| Persil                  | repousse les criocères de l'asperge |
| Pétunias                | repoussent les pucerons, le sphinx de la tomate, les criocères de l'asperge, les cicadelles et les punaises des courges                                                                                           |
| Poireau                 | repousse la mouche de la carotte |
| Radis                   | repousse la mouche du chou et les chrysomèles du concombre |
| Ricin                   | repousse les taupes |
| Romarin                 | repousse la mouche de la carotte, les limaces et les escargots |
| Rose d'Inde             | repousse les insectes et les lapins |
| Rue                     | repousse les chrysomèles du concombre et les altises |
| Épinard piquant         | repousse les vers gris |
| Sarriette               | repousse les bruches |
| Tabac                   | repousse la mouche de la carotte et les altises |
| Tanaisie                | repousse les fourmis, de nombreux coléoptères, des mouches, les punaises des courges, les vers gris, la piéride de la rave et la piéride du chou                                                                  |
| Thym                    | repousse la mouche du chou, les chenilles des épis de maïs, les aleurodes, le sphinx de la tomate et la piéride de la rave                                                                                        |
| Thym citron             | repousse les moustiques |
| Tomate                  | repousse le criocère de l'asperge |
| Trèfles                 | repoussent les pucerons et les taupins (ou vers fil de fer) |